# Estadio Korman
El Korman Stadium es un estadio de fútbol y de rugby situado en Port Vila (Vanuatu). Varios equipos de fútbol juegan sus partidos en este estadio: Tafea FC, Amicale FC, Tupuji Imere, Westtan Verts FC, Erakor Golden Star y Yatel FC Además, es el estadio nacional y en él se juegan los partidos de la selección de fútbol de Vanuatu. La capacidad del estadio es de 6.000 espectadores.